# Amor a prueba
 (juin 2025).
Motif : Absence totale de sources secondaires
- Archive Wikiwix
- Bing
- Cairn
- DuckDuckGo
- E. Universalis
- Gallica
- Google
- G. Books
- G. News
- G. Scholar
- Persée
- Qwant
- (zh) Baidu
- (ru) Yandex
- (wd) trouver des œuvres sur Wikidata

| 1. | Préciser le motif de la pose du bandeau. | Précisez le motif de la pose du bandeau en utilisant la syntaxe suivante : {{admissibilité à vérifier\|date=juin 2025\|motif=remplacez ce texte par le motif}}                     |
| 2. | Informer les utilisateurs concernés.     | Pensez à avertir le créateur de l'article, par exemple, en insérant le code ci-dessous sur sa page de discussion : {{subst:avertissement admissibilité à vérifier\|Amor a prueba}} |

Amor a prueba est une émission de télévision chilienne de téléréalité diffusée sur Mega.

## Équipe du programme
- Animateurs : Karla Constant et Roberto Artiagoitia
- Hôtes 
  - Karen Paola
  - Patricia Maldonado
  - Vanesa Borghi
  - Kike Morandé
  - Renata Bravo
  - Pablo Zúñiga
  - Teresita Reyes
  - Krishna de Caso
  - Christian Ocaranza
  - Manu González
  - Carla Jara
  - Karol Lucero

## Participants
- Pedro Astorga (26 ans) - Vainqueur
- Romina Ansaldo (31 ans) - Vainqueur
- Marco Ferri (26 ans)
- Aylén Milla (24 ans)
- Michael Murtagh (31 ans)
- Liz Emiliano (30 ans)
- Alex Consejo (23 ans)
- Aynara Eder (27 ans)
- Eduardo Rheinen (31 ans)
- Eugenia Lemos (29 ans)
- Javier Oldani (28 ans)
- Julia Fernández (20 ans)
- Hernán Cabanas (31 ans)
- Leandro Penna (29 ans)
- Matías Kosznik (29 ans)
- Melina Figueroa (24 ans)
- Oriana Marzoli (22 ans)
- Pilar Moraga (30 ans)
- Sebastián Ramírez (28 ans)
- Tony Spina (26 ans)
- Michelle Carvalho (21 ans)
- Camila Correa (29 ans)
- José Luis "Junior Playboy" Concha (32 ans)
- Adriana Barrientos (34 ans)
- Agustina Soma (26 ans)
- Nicole Moreno (27 ans)
- Diego Val (28 ans)
- Danilo Rodríguez (? ans)
- Stefanie Klempau (27 ans)
- Miguel Arce (30 ans)
- Denisse Campos (38 ans)
- Camila Recabarren (23 ans)
- Pilar Ruiz (30 ans)
- Juventino Mendoza (34 ans)
- Flaviana Seeling (37 ans)
- Juan José Morales (32 ans)